# Dill
「Dill」（ディル）は、豊崎愛生の3枚目のシングル。2010年11月10日にミュージックレインから発売された。

## 概要
前作「ぼくを探して」から約6か月を経てのリリース。初回限定盤と通常盤の2種の仕様で発売され、初回限定盤にはDVDが同梱されている。「Dill」は、クラムボンのヴォーカリスト兼キーボーディスト・原田郁子が作詞、同バンドのベーシスト・ミトが作曲を担当し、演奏もクラムボンによって行われている。
2010年11月22日付のオリコン週間シングルチャートで14位を獲得。前作から順位は下がったが、初動売上は1.2万枚を記録し、前作から約1000枚増加し、自己最高記録を塗り替えた。

## 収録曲
1. Dill [4:06]
作詞：原田郁子、作曲：ミト、編曲：クラムボン
2. Magical Circle [3:58]
作詞・作曲・編曲：重永亮介
3. Dill（Instrumental）

DVD（初回限定盤のみ）
1. Dill（Music Clip）

## 収録アルバム
| 曲名           | 収録アルバム                    | 発売日       | 備考               |
| -------------- | ------------------------------- | ------------ | ------------------ |
| Dill           | 『Love your life,love my life』 | 2011年6月1日 | オリジナルアルバム |
| Magical Circle | 『Love your life,love my life』 | 2011年6月1日 | オリジナルアルバム |